# Manantial del Tempul

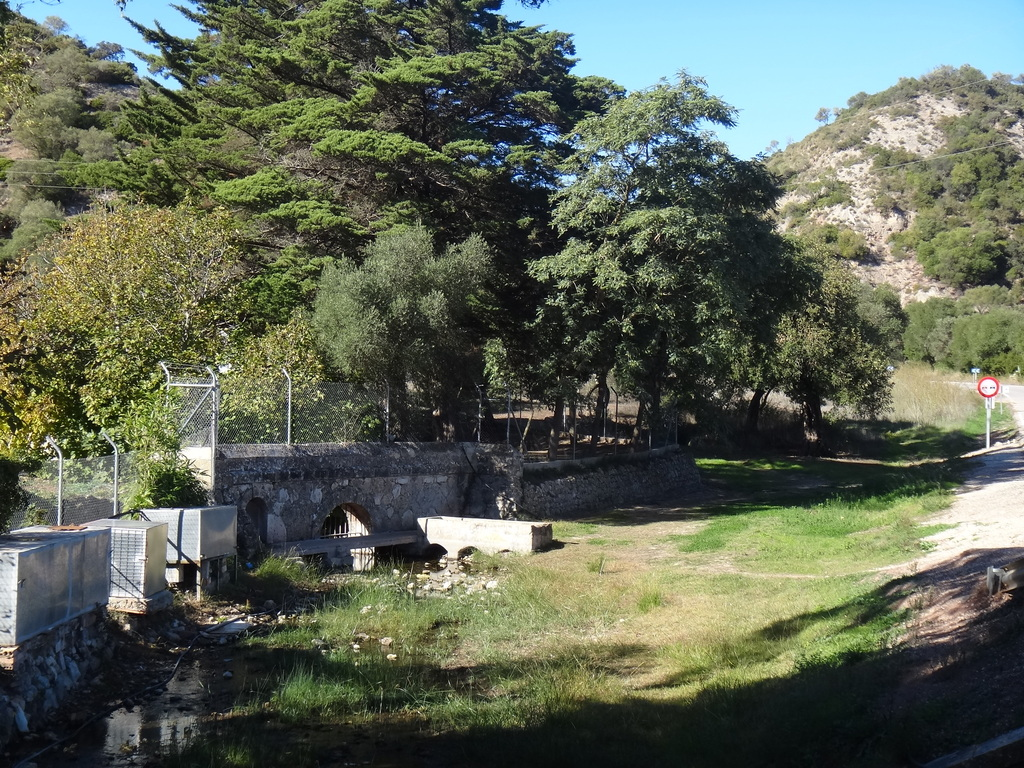
Nacimiento del Tempul

El Manantial de Tempul es un manantial natural situado junto al Castillo de Tempul, en San José del Valle

## Historia
Su explotación fue concedida a Jerez por Alfonso X, aunque tras la segregación de San José del Valle actualmente está en disputa a qué localidad le corresponde.
Fue clave para la traída de agua a Jerez de la Frontera, una de las primeras de España.

## Valor histórico

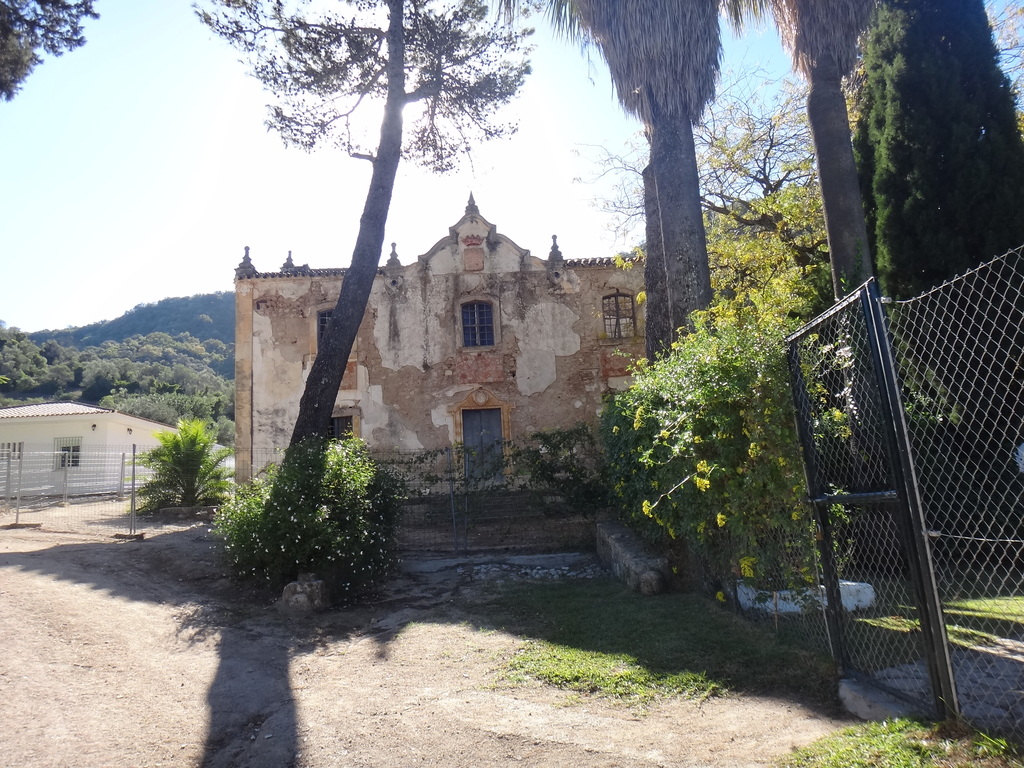
Fachada

Junto al Manantial está la "Casa de las Aguas", edificio de valor histórico del siglo XIX actualmente en ruinas